# Ecteinascidia turbinata
Ecteinascidia turbinata is een zakpijpensoort uit de familie van de Perophoridae. De wetenschappelijke naam van de soort werd in 1880 voor het eerst geldig gepubliceerd door William Abbott Herdman.

## Beschrijving
Ecteinascidia turbinata is een koloniale zakpijpensoort die groeit in dichte clusters van knotsvormige zoïden, verbonden door een netwerk van uitlopers. De afzonderlijke zoïden kunnen uitgroeien tot een hoogte van 2,5 cm en hebben de vorm van flessen met wijde hals. Kolonies zelf kunnen een breedte van 14 cm bereiken.
Middels een uitloper zijn de zoïden verbonden met de basis waardoor het bloed tussen de zoïden circuleert en die tevens dient om de kolonie aan het substraat te hechten. De wanden van de zooiden staan bekend als mantels en zijn verstevigd met cellulose, wat ongebruikelijk is voor een zakpijp. Ze zijn via sifons verbonden met het buitenwater. De wanden van de mantel zijn doorschijnend en de faryngeale mand kan erdoorheen worden gezien. De sifonranden zijn oranje vanwege de afzetting van carotenoïden daar. Dit is een waarschuwingskleur, want E. turbinata is onsmakelijk en de kleur schrikt roofdieren af.

## Biologie
Ecteinascidia turbinata is een filtervoeder. Elke zoïde zuigt water naar binnen via de instroomopening aan de bovenkant en verdrijft het via de uitstroomopening. Voedseldeeltjes, meestal plankton, komen vast te zitten in slijm als het water door de gaasachtige faryngeale mand gaat. Vanaf hier worden de deeltjes door trilhaartjes naar de U-vormige darm verplaatst. De onverteerde resten worden via de anus bij de uitstroomopening uitgestoten waar ze door de waterstroom worden meegenomen.
De kolonie kan groeien door binaire deling, een vorm van ongeslachtelijke voortplanting, waarbij nieuwe zooiden uit de stoloon groeien. In het voorjaar en de vroege zomer vindt seksuele voortplanting plaats. Ecteinascidia turbinata is een gelijktijdige hermafrodiet waarbij elk individu eieren en sperma produceert. Na de bevruchting worden de eieren ongeveer een week in de lichaamsholte uitgebroed. Ze ontwikkelen zich vervolgens tot felgele, kikkervisachtige larven met een duidelijk chorda dorsalis, die uitmonden in de waterkolom. Ze kunnen zwemmen en hebben een dooier waarmee ze zich meerdere dagen voeden. Wanneer deze uitgeput is, moeten ze een geschikte plek vinden om zich te vestigen en te veranderen in een volwassen zakpijp, klaar om een nieuwe kolonie te stichten.

## Verspreiding
De soort komt voor in ondiep water in de Caraïbische Zee, aan de oostkust van Florida, Bermuda en de Golf van Mexico. Ze groeit vooral op de onder water staande wortels van de rode mangrove (Rhizophora mangle). De soort wordt ook gevonden in de Middellandse Zee en de tropische Oost-Atlantische Oceaan. Populaties aan beide zijden van de Atlantische Oceaan zijn genetisch vergelijkbaar, maar het is niet duidelijk welke kant het oorspronkelijke verspreidingsgebied is en welke het geïntroduceerde.

## Ecteinascidine en trabectedine
In 1970 werd een extract van Ecteinascidia turbinata getest op muizen met leukemie, waarbij een genezing van 50% werd vastgesteld. K.L. Rinehart en medewerkers aan de universiteit van Illinois isoleerden in 1986 de actieve stoffen en bepaalden de structuur ervan. Ze noemden die ecteinascidines. De meest krachtige daarvan, ecteinascidine 743 (ET 743) is tegenwoordig gekend als het cytostaticum trabectedine dat synthetisch geproduceerd wordt en verkocht onder de merknaam Yondelis.